# Stenåker
För den geologiska formationen, se Klapperstensfält.
Stenåker är en by längs Utviksvägen i Söderhamns kommun med ett tiotal åretruntboende samt ett fåtal fritidshus. 
Byn växte fram från slutet av 1800-talet och fram till omkring år 1930 i anslutning till den varvs- och sågverksindustri som då fanns där. Förr fanns ett antal arbetarbostäder i form av kaserner i byn, men dessa revs under 1990-talet för att ge plats för modern bebyggelse.